# ワーク (企業)
株式会社 ワーク（WORK Co.,Ltd.）は、大阪府東大阪市に本社を置く、アルミホイールを主とする自動車部品メーカーである。

## 概要
1977年創業。レイズやエンケイなどと並び、日本を代表するアルミホイールメーカーである。社名は英語で「芸術作品」を意味する"Artwork"に由来する。
リムとディスクを別体構造とした2ピース/3ピースホイールの製造に強みを持つ。2ピース/3ピースホイールは、インセット（オフセット）を注文時に一定の範囲内で自由に選択できる。また、ディスク部分の塗装・加工やリム部分のアルマイト仕様変更、特殊P.C.D.などのカスタムオーダーにも対応している。
モータースポーツにも古くから参入しており、1983年にはレーシング部門を設立し、F2・F3に参戦した。後に自社チームは撤退したが、その後もフォーミュラカーのレースをはじめ、スーパーGT、プロダクションカー世界ラリー選手権（PCWRC）、全日本ラリー選手権、バハ1000、D1グランプリなど幅広いカテゴリーで同社のホイールが使用されている。

## 主なブランド
PRODUCT ホイールインデックスを参照。

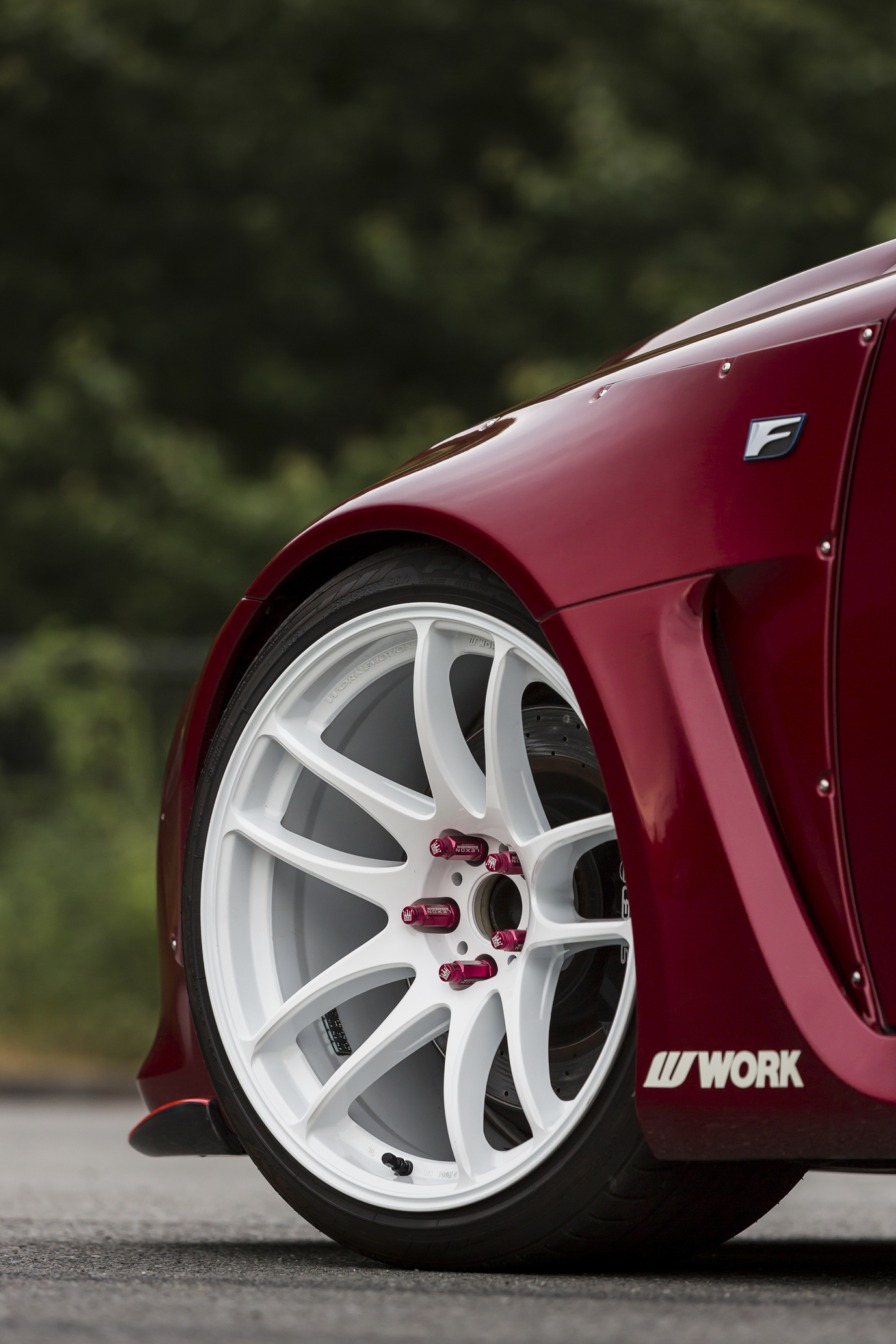
WORK EMOTION CR極

- エクイップ（EQUIP） - 創業と同年の1977年に発表され、後に廃盤となるも2001年に復刻された。初代は1ピース構造であったが、復刻版は3ピースホイールとして新たに開発されている[3]。
- ワーク エモーション（WORK EMOTION） - レーシングホイール直系のブランドとして1999年に誕生。初期は鍛造であったが、手の届きやすいスポーツホイールが市場で求められていると判断し、その後は鍛造に比べて安価だが軽さや強度で劣るとされている鋳造にこだわって高性能を追求してきた[4]。
- マイスター（MEISTER）
- グノーシス（GNOSIS）
- シーカー（Seeker）
- リザルタード（RIZALTADO）
- ジースト（ZEAST）
- シュバート（SCHWERT）
- ランベック（LANVEC）
- M.C.O RACING
- VS

## 沿革
会社沿革を参照。
- 1977年（昭和52年）3月 - 田中毅が、東大阪市高井田本通6-48に「株式会社ワーク」を設立。
- 1979年（昭和54年）12月 - 3ピース工場を東大阪市高井田中2-5に開設。
- 1980年（昭和55年）
  - 4月 - 本社新社屋が東大阪市長田西4-17に完成。　
  - 9月 - 3ピース工場を東大阪市東鴻池町1-385-2に移転。鴻池工場の開設。
- 1981年（昭和56年）4月 - 川俣工場開設。
- 1983年（昭和58年）2月 - レーシング部門、川中工場開設。
- 1986年（昭和61年）8月 - 志紀工場完成。商品配送センター、および製品組立て工場として移動。
- 1987年（昭和62年）6月 オートモーティブ事業部開設。
- 1988年（昭和63年）5月 - 岡山工場開設。
- 1998年（平成10年） - 全日本GT選手権（JGTC）の一部車両にホイール供給を開始[1]。
- 1999年（平成11年）5月 - オートモーティブ事業部から試作部門に変更。
- 2000年（平成12年）11月 - 堺工場を開設。リム製作、製品組立て工場として移動。
- 2003年（平成15年）
  - D1グランプリに参入[1]。
  - ラリーに参入。新井敏弘とタッグを組み、プロダクションカー世界ラリー選手権（PCWRC）に参戦を開始[1]。
  - 12月 - 品質マネジメントシステムISO9001の認証を取得。
- 2006年（平成18年）3月 - 業販課を販売推進室へ統合。
- 2008年（平成20年）
  - 1月 - 社長室の設置。　
  - 9月 - 生産技術課を東鴻池へ移転。
- 2014年（平成26年）
  - スーパーGTにおいてホイール供給を開始[1]。
  - ラリードライバーの塙郁夫のバックアップを開始[1]。
  - 8月 - 第二営業部と開発部を新設。
- 2015年（平成27年）8月 - 田中知加が代表取締役社長に就任。

## 主な拠点
- 本社（大阪府東大阪市）
- 岡山第一工場（岡山県美作市）
- 岡山第二工場（岡山県美作市）
- 堺工場（大阪府堺市）
- 志紀工場（大阪府八尾市）
- 札幌営業所
- 仙台営業所
- 首都圏営業所
- 名古屋営業所
- 大阪営業所
- 広島営業所
- 福岡営業所